# André Cluytens
André Cluytens (Antuérpia, 26 de março de 1905 — Neuilly-sur-Seine, 3 de junho de 1967) foi um maestro belga naturalizado francês.

## Carreira
Ele nasceu em uma família musical. Aos dezenove anos ele se formou no Conservatório Real Flamengo com o primeiro lugar em piano, harmonia, contraponto e fuga. Seu pai, Alphonse, foi maestro da Ópera de Antuérpia (o Teatro Real). Acabou sucedendo seu pai na ópera, estreando em 1927 com Les Pêcheurs de Perles. Em 1932 ele tornou-se maestro do Théâtre du Capitole de Toulouse. Em 1935 ele fez sua estréia na Ópera Nacional de Lyon, onde se tornou diretor musical em 1942. Em 1947 ele tornou-se o diretor musical da Ópera-Comica, onde conduziu quarenta trabalhos entre 1947 - 1953.
Ele se tornou cidadão francês em 1948. Em 1946 ele se tornou o maestro principal da Orquestra do Conservatório de Paris, onde ficou até 1967. Em 1955 ele conduziu Tannhäuser de Wagner no Festival de Bayreuth e nesse mesmo ano dirigiu a Filarmônica de Berlim.